# Elaver lutescens
Elaver lutescens là một loài nhện trong họ Clubionidae.
Loài này thuộc chi Elaver. Elaver lutescens được Joachim Schmidt miêu tả năm 1971.